# Грибановский, Анатолий Павлович
Анатолий Павлович Грибановский (родился 2 сентября 1936 года, Николаевка, Москаленский район, Омская область, СССР) — советский и казахстанский учёный, доктор технических наук (1982), профессор (1995), академик Национальной академии наук Республики Казахстан (1996).

## Биография
В 1960 году окончил Омский сельскохозяйственный институт. В 1960—1962 гг. — механик-контролёр, заведующий машинно-тракторной мастерской совхоза имени Черняховского Катон-Карагайского района Восточно-Казахстанской области КазССР. В 1962—1991 гг. — научный сотрудник, заведующий лабораторией в Казахском научно-исследовательском институте механизации и электрификации сельского хозяйства. В 1991—1992 гг. — академик-секретарь Отделения механизации, электрификации и автоматизации Казахской академии сельскохозяйственных наук. С 1996 года является первым заместителем генерального директора Национального академического центра аграрных исследований Республики Казахстан (НАЦАИ).

## Научная деятельность
Исследование рабочих процессов и обоснование параметров  противоэрозионных машин и орудий для обработки почвы, посева, внесения удобрений и гербицидов, снегозадержания,  их разработка и внедрение.  

## Награждения
Лауреат Государственной премии СССР в области науки и техники (1988),Заслуженный работник сельского хозяйства Республики Казахстан /2014/.

## Сочинения
- Комплекс противоэрозионных машин (устройство, регулировка, особенности эксплуатации), — Москва, 1989. (в соавторстве)
- Комплекс противоэрозионных машин (теория, проектирование), — Алма-Ата, 1990. (в соавторстве)
- О сельскохозяйственном производстве Республики Казахстан и его научном обеспечении- Алматы. 2004
- Испытание сельскохозяйственной техники /Учебное пособие/. Алматы. 2009
- При написании этой статьи использовался материал из издания «Казахстан. Национальная энциклопедия» (1998—2007), предоставленного редакцией «Қазақ энциклопедиясы» по лицензии Creative Commons BY-SA 3.0 Unported.